# Saint-Maurice-de-Rémens
Saint-Maurice-de-Rémens – miejscowość i gmina we Francji, w regionie Owernia-Rodan-Alpy, w departamencie Ain.

## Demografia
Według danych na styczeń 2012 roku gminę zamieszkiwało 735 osób, a gęstość zaludnienia wynosiła 70,7 osób/km².